# Alchemilla rutenbergii
Alchemilla rutenbergii là loài thực vật có hoa trong họ Hoa hồng. Loài này được O. Hoffm. mô tả khoa học đầu tiên năm 1882.